# Assedio di Multan (1296-1297)
Nel novembre 1296, ʿAlāʾ al-Dīn II Khalji, sovrano del sultanato di Delhi inviò una spedizione per conquistare Multan, dove si erano rifugiati i membri superstiti della famiglia del suo predecessore Jalāl al-Dīn Khalji. La città fu presa grazie alla diserzione di alcuni ufficiali. I famigliari superstiti di Jalāl al-Dīn furono imprigionati e in seguito molti di loro furono accecati o uccisi.

## Contesto
ʿAlāʾ al-Dīn era diventato il sovrano del sultanato di Delhi dopo aver assassinato il suocero Jalāl al-Dīn. Fuggiti da Delhi, la vedova di Jalāl al-Dīn (l'ex regina o Malka-i-Jahan) e il figlio minore Rukn al-Dīn Ibrahim si rifugiarono a Multan, città del Punjab sotto il controllo del figlio maggiore di Jalāl al-Dīn, Arkali Khan. Dopo aver rafforzato il suo controllo su Delhi, ʿAlāʾ al-Dīn decise di conquistare Multan e di eliminare i superstiti della famiglia di Jalāl al-Dīn.

## L'assedio
Ritenendo opportuno rimanere a Delhi per mantenere il controllo sul trono appena conquistato, ʿAlāʾ al-Dīn non condusse personalmente la spedizione. Nel novembre 1296 inviò a Multan un esercito guidato dai generali Ulugh Khan e Zafar Khan. Questo esercito, che contava 30000–40000 soldati, pose l'assedio alla città.
Arkali Khan aveva previsto l'attacco di ʿAlāʾ al-Dīn e si era adeguatamente preparato per l'assedio. Tuttavia, dopo due mesi di assedio, il suo kotwal (comandante del forte) e alcuni cittadini di spicco si convinsero che le forze di ʿAlāʾ al-Dīn sarebbero risultate infine vittoriose e quindi disertarono e si unirono all'esercito di ʿAlāʾ al-Dīn.
Arkali Khan, sconfortato, cercò allora l'aiuto di Rukn-e-Alam (Sheikh Rukn al Dīn Abul Fath), che organizzò una tregua tra le parti in guerra. Rukn-e-Alam accompagnò Arkali Khan e suo fratello minore Rukn al-Dīn Ibrahim al campo di Ulugh Khan, che li accolse con dignità. Su richiesta di Rukn-e-Alam, i generali di ʿAlāʾ al-Dīn promisero di non fare del male ai prigionieri, promessa che, occupata Multan, non mantennero. La famiglia di Jalāl al-Dīn e i nobili che li sostenevano furono presi in custodia.

## Conseguenze
Dopo aver preso il controllo di Multan, Ulugh Khan e Zafar Khan si diressero verso Delhi con i prigionieri. Nel frattempo ʿAlāʾ al-Dīn aveva inviato verso Multan Nuṣrat Khān Jalēsarī, con l'ordine di punire i prigionieri. Nuṣrat Khān incontrò l'esercito di ritorno da Multan ad Abohar. Accecò i figli di Jalāl al-Dīn, Arkali Khan e Rukn al-Dīn Ibrahim, e in seguito li imprigionò ad Hansi. I loro fedeli ufficiali Ulghu (o Malik Alghu) e Malik Ahmad Chap furono accecati e i figli di Arkali Khan furono uccisi. La vedova di Jalāl al-Dīn, altre dame dell'harem e Ahmad Chap furono portati a Delhi e tenuti sotto sorveglianza nella casa di Nuṣrat Khān. Poco dopo la conquista di Multan, ʿAlāʾ al-Dīn nominò Nuṣrat Khān suo wazir (primo ministro).